# Distrito Salvaje
Distrito Salvaje è una serie televisiva colombiana creata da Cristian Conti e diretta da Javier Fuentes-León insieme a Carlos Moreno.
La prima stagione è stata distribuita il 19 ottobre 2018 su Netflix.

## Trama
La serie racconta la storia di Jhon Jeiver, un guerrigliero che si trasferisce dalla giungla a Bogotà dopo la firma di un trattato di pace.

## Episodi
| Stagione         | Episodi | Pubblicazione Colombia | Pubblicazione Italia |
| ---------------- | ------- | ---------------------- | -------------------- |
| Prima stagione   | 10      | 2018                   | 2018                 |
| Seconda stagione | 10      | 2019                   | 2019                 |

## Personaggi e interpreti

### Personaggi principali
- Jhon Jeiver, interpretato da Juan Pablo Raba
- Daniela León, interpretata da Cristina Umaña
- Giselle, interpretata da Camila Sodi

### Personaggi secondari
- Verónica, interpretata da Paula Castaño
- Mallarino, interpretata da Carolina Acevedo
- Apache, interpretato da Christian Tappan
- Caldera, interpretato da Juan Fernando Sánchez
- Aníbal, interpretato da Juan Sebastián Calero
- Francisca, interpretata da Alina Lozano
- Federico Ibargüen, interpretato da Camilo Jimenez Varon